# Cornopteris christenseniana
Cornopteris christenseniana är en majbräkenväxtart som beskrevs av Tag. Cornopteris christenseniana ingår i släktet Cornopteris och familjen Athyriaceae. Inga underarter finns listade.